# نونية القحطاني
النونية القحطانية هي منظومة نونية تنسب إلى القحطاني الأندلسي، يشرح فيها الناظم عقيدته، يبلغ عدد أبيات نونية القحطاني 686 أو 690 بيتًا حسب الطبعة اشتملت النونية على مواضيع العقائد الأساسية ومسائل الإيمان الخلافية والمتنازع عليها، وأركان الإسلام العملية الخمسة، وبعض المسائل الفقهية الفرعية، وذكر كثير من الآداب والأخلاق والنصائح والمواعظ، كل ذلك في نظم واحد تتداخل فيه الموضوعات من غير ترتيب معروف أو تبويب خاص.
في القصيدة تقرير إثبات صفات الله، والدفاع عن التوحيد، وإثبات الإيمان بالقدر ، وهي قاسية اللهجة مع الأشاعرة والفلاسفة.

## شهرتها
يذكر ابن قيم الجوزية في أحد أبياته هذه النونية، ويصف منظمها «بشاعرنا»:
كما ضمن ابن القيم أشطارا كثيرة في نونيته أخذها من نونية القحطاني. وقد اهتم بعض العلماء السلفيين المعاصرين بالقصيدة شرحا وتقريرا، فنجد ممن شرحها الشيخ صالح السحيمي والشيخ عبد الرحمن البراك والشيخ عمر العيد، وآخرون، ولكن أغلبها شروح صوتية، باستثناء كتاب " الفتح الرباني في شرح نونية القحطاني لمؤلفه جمال بن السيد بن رفاعي، من منشورات مكتبة الإيمان، 2007م. كما يوجد مخطوط في " مركز الملك فيصل "بعنوان : تقريظ ومدح نونية القحطاني، لعلي بن سليمان .

## محتوى

### الفلاسفة
أدرج بعض المسائل العلمية ضمن مسائل الاعتقاد وشدد على ضرورة الإيمان بها وعدم المخالفة فيها وجعلها علامة فارقة بين الحق والباطل:

### خلق القرآن الكريم
وتطرق المنظم إلى موضوع خلق القرآن:

### فتنة النساء
ومن الأمور التي تطرق إليها القحطانى فتنة النساء وأن على كل رجل الحفاظ على نسائه من أزواجه وبناته وأن يغض بصره عن نساء الغير وشبه من ينظر إلي النساء بالكلب الذي ينظر للحم، وأيضا أكد على حرمة الخلوة بالنساء، وعدم التحدث معهم بقصد إمالة قلوبهم:

## الإطراء عليها
اهتم بها الشيخ ابن قيم الجوزية واقتبس الكثير من أبياتها وضمنها في نونيته، وذكرها في نونيته قائلاً:
وأبيات الشاعر القحطاني هي قوله:
أما من المعاصرين فقد اهتم بها وبشرحها عدة مشايخ الدعوة السلفية منهم الشيخ عبد الرحمن البراك، والشيخ عمر العيد، وآخرون كثيرون.

## مآخذ المحققين
للمحققين مؤاخذات على المنظومة منها:
- قوله بكفر المرجئة والقدرية رغم أن أهل السنة لا يكفرون المرجئة ولا القدرية، إلا أن المنظم قال فيهم:

- قوله بأن الأرض مسطحة وليست كروية:

- عدم ترتيب فصولها وأبوابها، حيث ينتقل الناظم بشكل مفاجئ بين مواضيع العقيدة والفقه ثم يعود إلى العقيدة والآداب .

## طبعات
من بين طبعات هذه القصيدة:
- طبعة مكتبة السوادي في جدة، بتحقيق : محمد بن أحمد سيد، عام 1410هـ.
- طبعة دار الحرمين، القاهرة، بتحقيق عادل عزت المرسي، الطبعة الأولى، لعام 1418هـ.

## وصلات خارجية
- نونية القحطاني بصوت القارئ فارس عباد على يوتيوب
- نونية القحطاني مكتوبة